# Aixecament jacobita

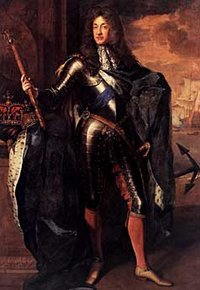
Jaume II d'Anglaterra i VII d'Escòcia, pintat per sir Godfrey Kneller a 1684.

L'aixecament jacobita va ser una sèrie de revoltes, revolucions i guerres en les illes britàniques entre 1688 i 1746. L'aixecament jacobita tenia com a finalitat retornar el tron a Jaume II d'Anglaterra i, amb això, als seus descendents de la Casa d'Estuard, del qual havien estat privats pel Parlament després de la Revolució Gloriosa de 1688.
Aquesta sèrie de conflictes van prendre el nom de Jacobus, versió llatina de Jaume. L'exèrcit francès va participar en el conflicte entre 1692 i 1708. Uns 40.000 refugiats jacobites es van instal·lar a França entre 1688 i 1692, on van ser anomenats els oies Sauvages (oques salvatges). Lluís XIV de França va instal·lar al rei d'Anglaterra a l'exili Jaume II en el seu castell de Saint-Germain-en-Laye, amb una cort de jacobites exiliats. La ciutat comptava amb més de 1700 jacobites l'any 1700.

## La guerra
El Príncep Carles III d'Anglaterra i Escòcia, conegut afectuosament entre els seus partidaris com "Bonnie Prince Charlie" o "El jove pretendent", va aconseguir aixecar un exèrcit compost principalment per clans de les Highlands amb el qual va prendre Edimburg i va derrotar l'Exèrcit Reial estacionat a Escòcia a la batalla de Prestonpans. Davant d'aquest nou perill, el govern britànic va començar a repatriar algunes de les tropes desplegades a Flandes contra l'exèrcit francès per ocupar-se de la revolta Jacobita.
Després d'una llarga espera, Carles va persuadir als seus generals que els jacobites anglesos podien organitzar una revolta a nivell nacional, que seria recolzada per una invasió francesa, acordat en el Tractat de Fontainebleau. Sota aquesta suposició, l'exèrcit de prop de 5.000 homes va envair Anglaterra el 8 de novembre de 1745, i va avançar a través de Carlisle i Manchester fins a Derby, posició des de la que semblava amenaçar Londres, el que va dur a Jordi II a fer plans per traslladar el govern a Hannover. Les forces jacobites es van trobar fins a aquest moment amb una resistència gairebé testimonial. No obstant això, els problemes s'acumulaven per al jove Carles: hi va haver molt poc suport per part de la població civil cap als jacobites, dos exèrcits sota el comandament del general George Wade i Guillem August de Cumberland s'estaven aproximant, la invasió francesa s'endarreria, s'estava formant una milícia a Londres, i van arribar informes (ficticis) d'un tercer exèrcit planant sobre ells. El general jacobita Lord George Murray i la resta del Consell de Guerra van insistir a donar la volta i tornar a Escòcia per aixecar un exèrcit major, i el 6 de desembre de 1745 es va iniciar la retirada, amb el Príncep deixant el comandament a Murray.
Les forces jacobites van arribar a Glasgow el 25 de desembre, on es van reaprovisionar i se'ls van unir alguns milers d'homes. Allà es van enfrontar i van vèncer les forces comandades pel general Henry Hawley prop de Falkirk. El Duc de Cumberland va arribar a Edimburg el 30 de gener i va prendre el comandament de l'exèrcit en fuga, rellevant a Hawley, i després va marxar cap al nord seguint la costa i rebent subministraments per via marítima. Reorganitzar les seves forces en Aberdeen, i va passar sis setmanes sotmetent les seves tropes a un dur entrenament. Mentrestant, les forces governamentals seguien pressionant a Carles, que es va retirar cap al nord, perdent homes i aconseguint la captura dels castells de Stirling i Fort William. Carles va tornar a prendre el comandament de l'exèrcit, insistint a adoptar una actitud defensiva.
El Duc de Cumberland i el seu exèrcit de prop de 8.000 homes van arribar a Nairn el 14 d'abril. Les forces jacobites, que sumaven un total aproximat de 5.400 homes, van deixar la seva base d'Inverness, amb la major part dels seus subministraments, i es van reunir a uns 8 km a l'est, prop de Drummossie, a 19 km de Nairn. El Príncep Carles va decidir prendre el comandament directe de les tropes, i seguint el consell del seu ajudant general, el secretari O'Sullivan, va ordenar combatre en una acció defensiva al pantà de Drummossie, i en poc més de 60 minuts, el Duc de Cumberland va aconseguir una victòria aclaparadora. Prop de 1.250 jacobites havien mort, una quantitat similar jeien ferits en el camp de batalla, i 558 van ser fets presoners. A canvi, les forces de Cumberland havien patit 52 morts i 259 ferits.
Immediatament després de la batalla, Cumberland va entrar a cavall a Inverness amb l'espasa desembeinada i encara tacada de sang, un gest simbòlic i molt amenaçador. Els jacobites capturats eren considerats traïdors al rei i tractats com a tals, fins i tot malgrat que la majoria no tenien altra opció que seguir les ordres del cap del seu clan. L'endemà, la matança va continuar quan es van enviar patrulles de tornada al camp de batalla per acabar amb qualsevol possible supervivent. Les fonts contemporànies indiquen que van morir 70 jacobites més. Per ordre de Cumberland es van buidar les presons de presos britànics, per tal de deixar lloc als simpatitzants jacobites. Molts van ser portats al sud cap a Londres, on van ser jutjats per alta traïció a Berwick, York i el mateix Londres. Es van realitzar execucions indiscriminades, matant a un acusat de cada vint.

## Conseqüències
La derrota a la batalla de Culloden a 1746 va acabar definitivament amb tota esperança realista d'una restauració dels Estuard. Carles va aconseguir finalment fugir a França en una dramàtica encara que humiliant fuga disfressat com donzella de Flora Macdonald, després de sobreviure durant cinc mesos a Escòcia. Després d'això va passar la resta de la seva vida refugiat a diferents corts reials europees.
Els atacs contra els simpatitzants jacobites van prosseguir durant els mesos següents també en el terreny legal: es va destruir el sistema de clans mitjançant l'Acta de Proscripció, desarmats i prohibint el kilt i el tartà, l'Acta d'Abolició de Tinença va acabar amb el llaç feudal de servei militar entre membres del clan, l'Acta de Jurisdiccions Hereditàries cancel·lar el poder sobirà dels caps sobre els membres del seu clan, es va prohibir la religió episcopaliana (la catòlica ja ho estava); es van destinar tropes del govern a la regió, que van construir nous casernes i carreteres per facilitar el control de la població, afegint-los als ja construïts pel major general George Wade després de la revolta de 1715. La prohibició de portar kilt i tartà es va mantenir, excepte per als regiments escocesos servint a l'exèrcit britànic, així com la prohibició d'utilitzar gaites, que van ser considerades com armes de guerra.
Aquestes revoltes van tenir com a conseqüència l'emigració massiva de pobles escocesos, coneguts amb el nom de Highland clearance cap a les planes del litoral i cap a Amèrica, en particular als Apalatxes. Van ocasionar la fi del sistema de solidaritat social que existia a l'interior dels clans escocesos, i els caps es van convertir en grans terratinents.

## A la ficció
La sèrie Outlander està contextualitzada en el si d'aquestes revoltes així com la novel·la en la que es basa (Outlander)